# فرودگاه لی سی. فاین مموریال
فرودگاه لی سی. فاین مموریال (به انگلیسی: Lee C. Fine Memorial Airport) یک فرودگاه همگانی با کد یاتا AIZ است که یک باند فرود آسفالت دارد و طول باند آن ۱۹۸۰ متر است. این فرودگاه در کشور ایالات متحده آمریکا قرار دارد و در ارتفاع ۲۶۴٫۹ متری از سطح دریا واقع شده است.